# Rymosia orientalis
Rymosia orientalis är en tvåvingeart som beskrevs av Lastovka och Loïc Matile 1974. Rymosia orientalis ingår i släktet Rymosia och familjen svampmyggor. Inga underarter finns listade i Catalogue of Life.